# Vavřinec Skýpala
Vavřinec Skýpala (* 28. dubna 1959) je český římskokatolický kněz, hudebník a hráč stolního tenisu.
Absolvoval Konzervatoř Jaroslava Ježka, dále působil v hudebních skupinách Newyjou (jako baskytarista a zpěvák) a Miriam. Když působil jako kaplan ve Volarech, hrál tam s romskou kapelou, kterou založil. Napsal pašijový muzikál Příběh nezištné lásky a rockovou operu Miriam o Panně Marii a kromě toho i stovky písní s českým, anglickým i latinským textem. Když působil jako farář v Kašperských Horách, zasadil se o rekonstrukci fary, vybudování společenského sálu, kam zval každý měsíc hudební skupiny i jednotlivé interprety; dále na faře zřídil nahrávací studio pro svou hudební skupinu.
Od roku 1997 byl farářem v Deštné.
Následně byl farářem v Kašperských Horách, v roce 2002 zde založil tradici hudebního festivalu Mount Kašperk.
V letech 2011–2012 byl výpomocným duchovním ve farnosti Trhové Sviny.
V současnosti působí jako výpomocný duchovní ve farnostech prachatického vikariátu – Vimperk, Stachy, Zdíkovec, Svatá Maří, Šumavské Hoštice a Horní Vltavice.
Skýpala hraje stolní tenis, je členem klubu TJ Šumavan Vimperk. V roce 2013 podstoupil transplantaci ledviny, i během období následné léčby nepřestál stolní tenis hrát. Stolní tenis však vnímá především jako aktivitu, při které se setká se svými přáteli. S kapelou Miriam koncertuje Skýpala i nadále.
Kromě zmíněných aktivit hraje fotbal a pěstuje bylinky.

## Galerie

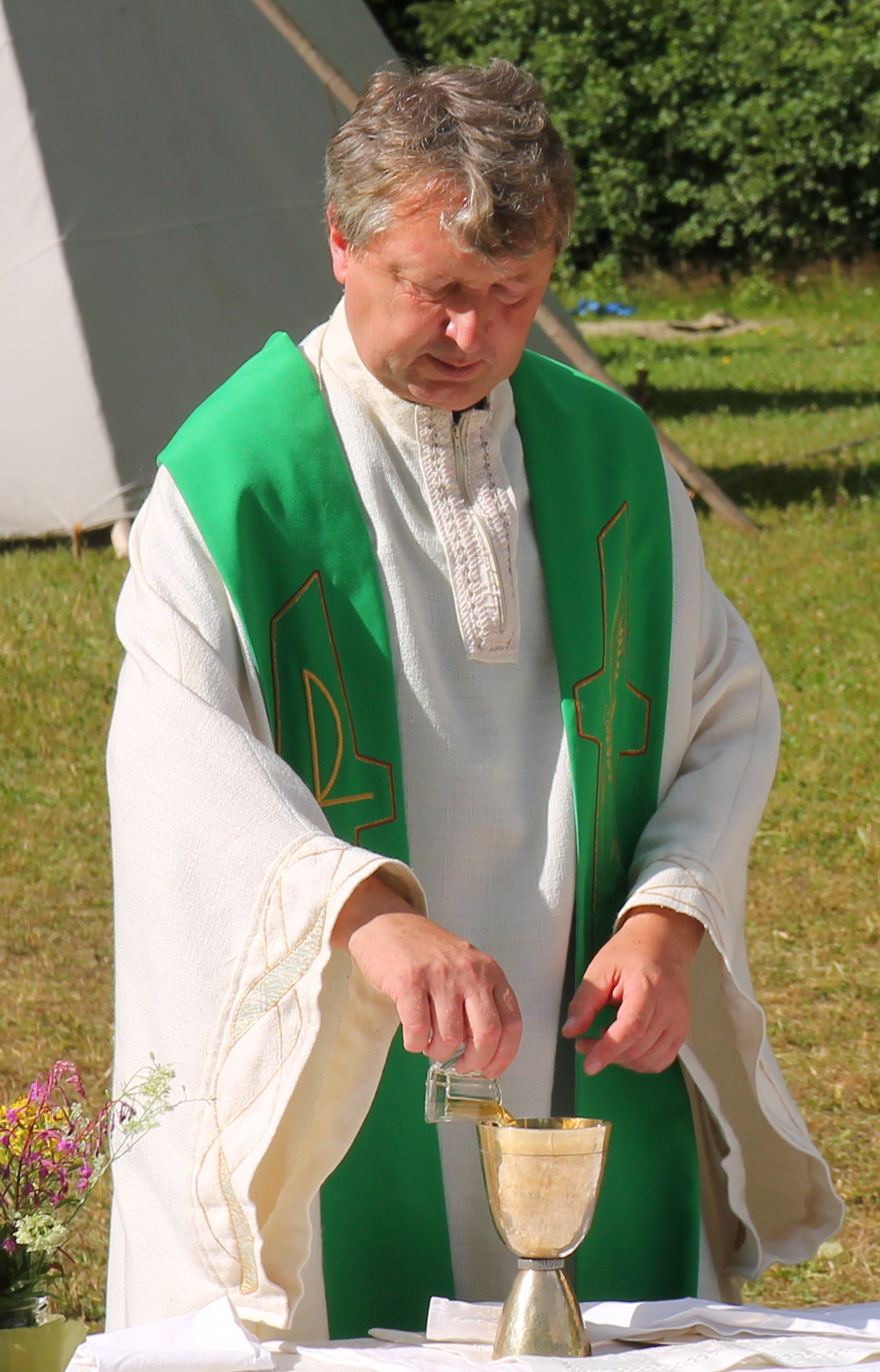
Vavřinec Skýpala slouží mši ve Svaté Maří
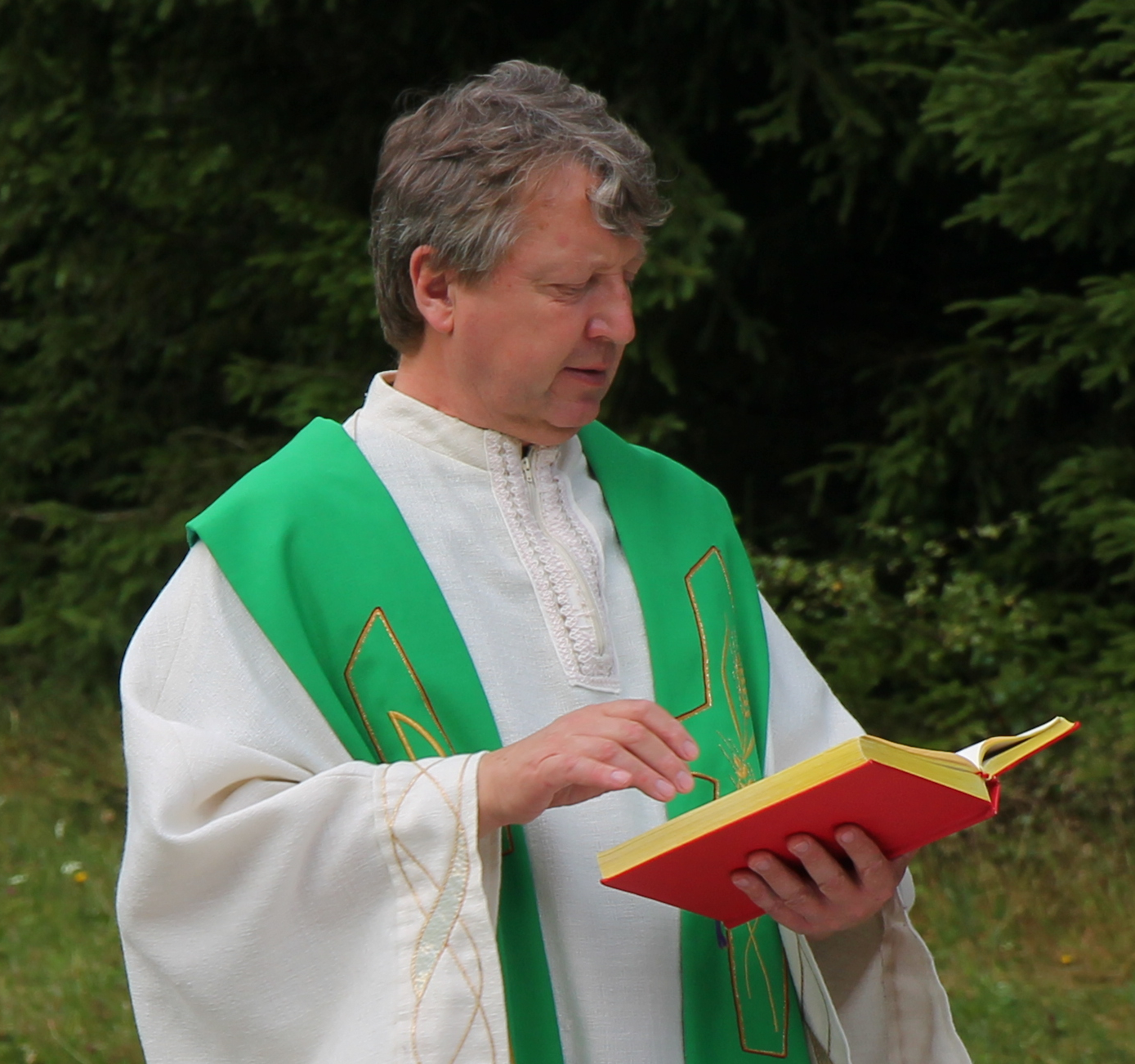
Vavřinec Skýpala slouží mši ve Svaté Maří
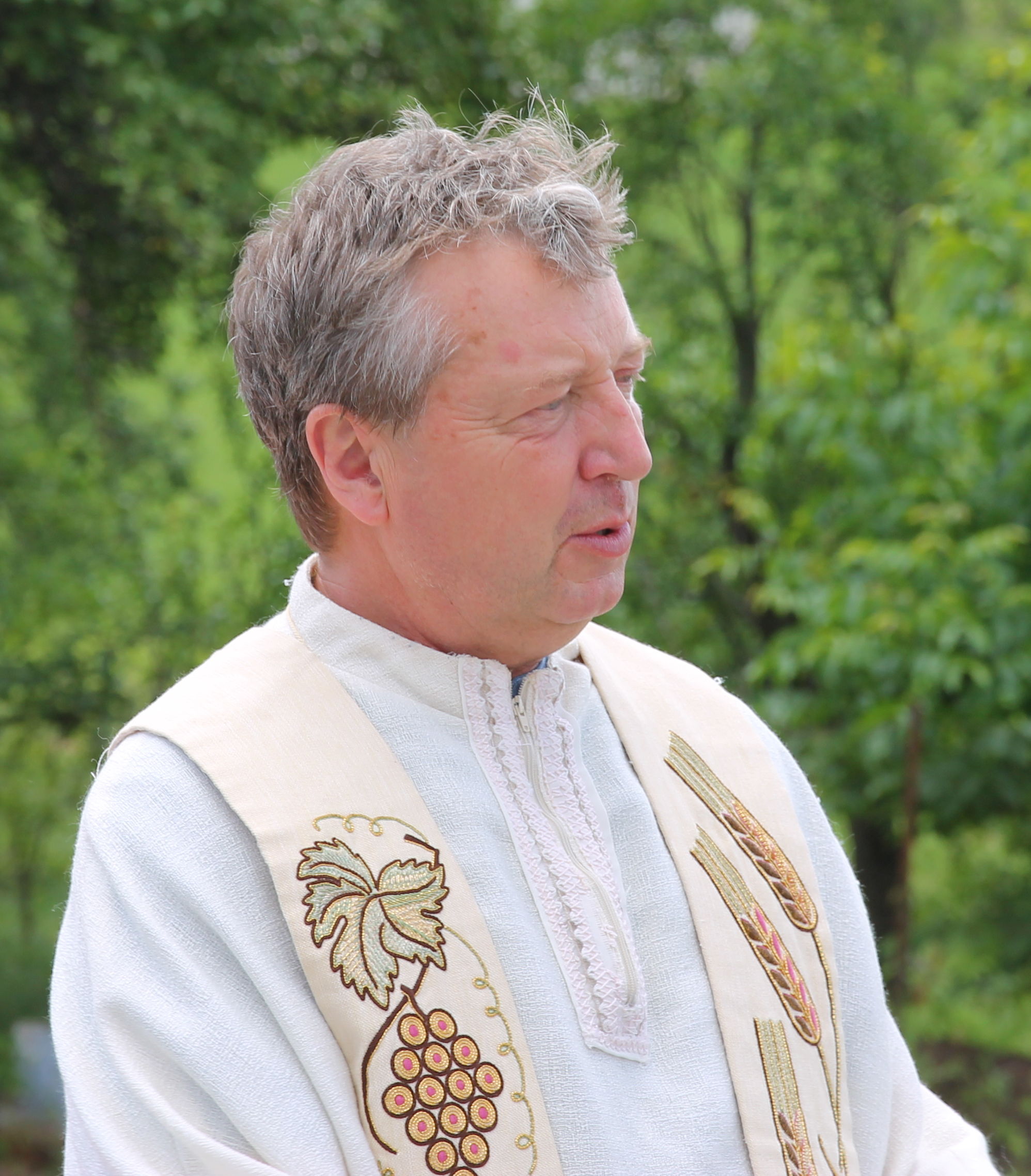
Vavřinec Skýpala ve Vícemilech
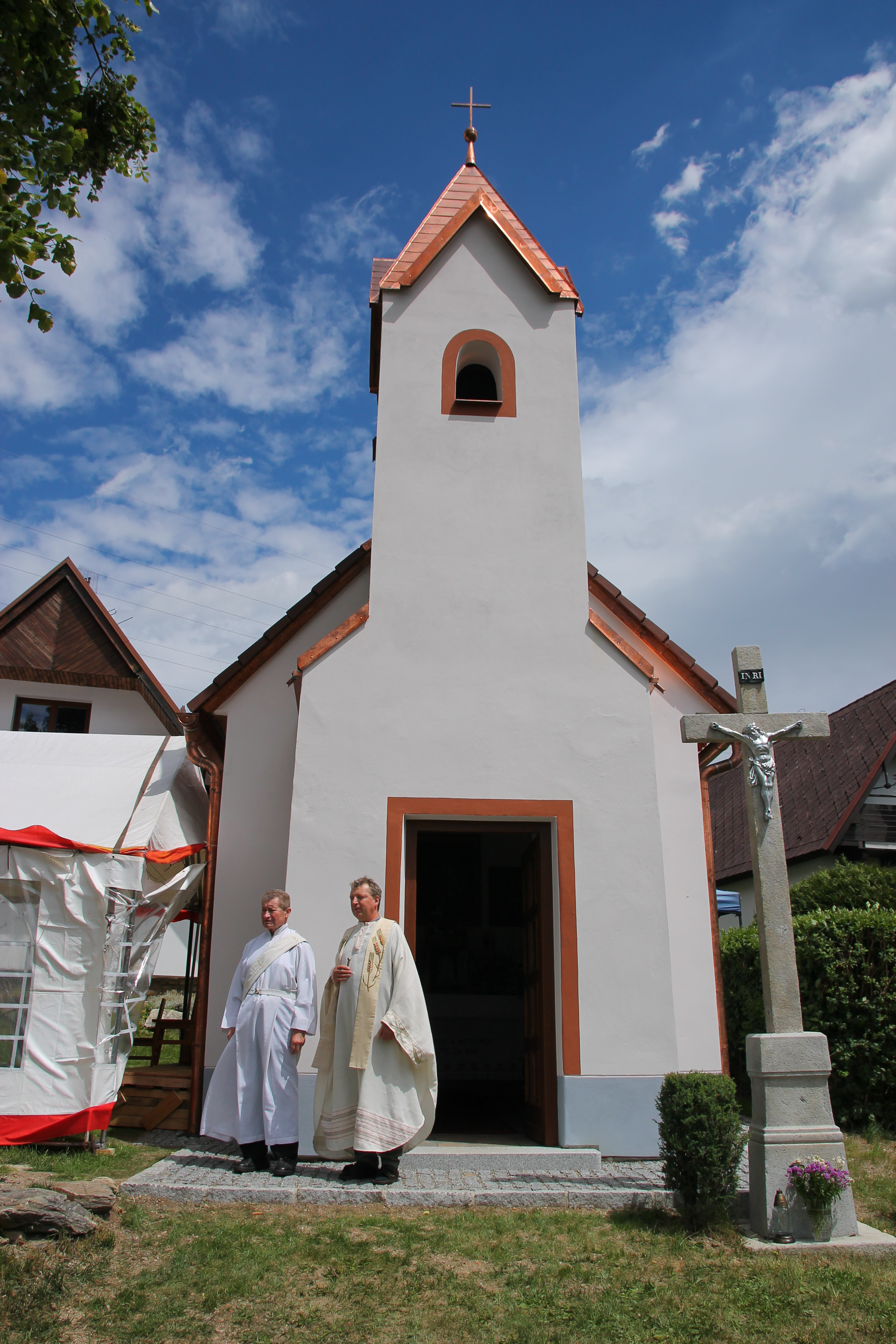
Vavřinec Skýpala žehná kapli ve Vícemilech, vlevo vedle něj stojí jáhen Jaroslav Filip